# Mielocitomatosis
La Mielocitomatosis es una enfermedad neoplásica de origen viral que afecta a varias especies de aves y se caracteriza por la aparición de tumores en diversos órganos y por su carácter aleucémico. Tiene un origen hematopoyético y se caracteriza por la proliferación de células inmaduras de los granulocitos como los mielocitos y pro- mielocitos.

## Patología
Mielocitomatosis es una patología en la cual se afectan células maduras o inmaduras de la serie granulocítica, mieloblastos y mielocitos de la médula ósea. Se encuentran frecuentemente en la superficie de los huesos cerca del periostio, el cartílago adyacente o en el cartílago de la porción final de las costillas; en muchos casos, el hígado está agrandado, delgado y moteado con manchas rojo oscuras o nódulos similares a grasa.
Los problemas tumorales en aves son originados principalmente por virus oncogénicos, pero también se presentan tumores espontáneamente en aves de edad avanzada; Las aves susceptibles son las gallinas, faisanes, gallinas de guinea y codornices.
La identificación histológica de la mielocitomatosis es relativamente sencilla, principalmente los tumores tienen una localización perivascular.  El diagnóstico se basa en los datos, la historia, la apariencia macroscópica, la localización de los tumores y las lesiones histológicas específicas. Desde el punto de vista del diagnóstico diferencial, deben ser consideradas la mieloblastosis y la eritroblastosis.